# Cheniguel
Cheniguel (en árabe: شنيقل‎) es un municipio (baladiyah) de la provincia o valiato de Médéa en Argelia. En abril de 2008 tenía una población censada de 6866 habitantes.
Se encuentra ubicado en el centro-norte del país, a poca distancia al sur de la costa del mar Mediterráneo y de la capital del país, Argel.